# Алан Партридж: Альфа Отец
«А́лан Па́ртридж: Альфа Отец» (англ. Alan Partridge: Alpha Papa, Великобритания — Франция, 2013 год) — британский комедийный боевик режиссёра Деклана Лоуни со Стивом Куганом в главной роли. События фильма разворачиваются вокруг уже существующего вымышленного радиоведущего Алана Партриджа, которого Стив Куган играет в различных передачах на телеканалах и радиостанциях компании BBC с 1991 года. Сценарий к фильму написали Нейл Гиббонс, Роб Гиббонс, Армандо Ианнуччи, Питер Бейнхем и сам Стив Куган. Съёмки фильма начались 7 января 2013 года в Норвиче и Мичеме, Южный Лондон. Премьера состоялась 24 июля 2013 года на площади Лестер-сквер в Лондоне. Фильм был выпущен в прокат в Великобритании и Ирландии 7 августа 2013 года и сразу же поднялся на первое место по кассовым сборам. В России в широкий прокат фильм не вышел, однако был показан в крупнейших городах России в рамках XIV фестиваля «Новое британское кино». Сценарий фильма был опубликован в качестве книги с комментариями 21 ноября 2013 года.

## Сюжет
Одну из местных радиостанций Норвича, North Norfolk Digital, купил крупный международный конгломерат. Конгломерат собирается произвести ребрендинг радиостанции под новым названием «Shape» и сократить часть сотрудников. Диджей Алан Партридж полностью равнодушен к изменениям, однако его коллега Пэт Фарелл (Колм Мини) боится потерять свою работу, и потому уговаривает Алана проникнуть на собрание совета директоров новых владельцев радиостанции, чтобы не дать им уволить Пэта. На собрании Алан узнаёт, что по планам конгломерата уйти придётся либо Пэту, либо ему самому, в результате чего Алан предаёт Пэта, написав «ПРОСТО УВОЛЬТЕ ПЭТА» (JUST SACK PAT) на доске в кабинете. Вскоре Пэта увольняют.
Тем же вечером новые владельцы устраивают вечеринку, и когда Алан выходит на улицу поговорить с Линн, своей помощницей (Фелисити Монтегю), Пэт врывается на станцию с дробовиком и берёт в заложники весь персонал. По возвращении Алана на станцию, Пэт открывает по нему огонь, но не попадает. Алан убегает со станции, угоняет машину и едет в ближайший полицейский участок, чтобы сообщить о ситуации. Полиция решает использовать Алана как переговорщика и, сформировав командный центр в близлежащей школе, отправляет Алана обратно на станцию поговорить с Пэтом.
У Алана с Пэтом состоялся трудный разговор, в результате которого Пэт признаётся, что затеял всю операцию, чтобы вернуть свою работу. Пэт вместе с Аланом и его соведущим Саймоном (Тим Ки) начинает вести радиопередачу прямо с места событий.
Несколько раз Алан фантазирует о том, как он геройски заканчивает осаду и спасает заложников, однако ему не хватает смелости отобрать у Пэта ружьё.
Вскоре на место прибывают бригады национальных новостей, в это время Линн решается на тотальную смену имиджа, чтобы предстать перед телекамерами и дать интервью. Алан смотрит интервью по телевизору и находится в восторге от того, каким героем его описывает Линн. Позже Алан целует свою сотрудницу А́нжелу (Моника Долан), которая ему приглянулась ещё с утра.
Алан случайно запирает входную дверь на станцию, и когда он пытается пролезть обратно через окно в туалете, с него спадают штаны и нижнее бельё. В полиции понимают, что миссия Алана провалилась и вместо него посылают на станцию офицера полиции, замаскированного под разносчика пиццы. Но Пэт, завидев Алана среди зевак, хочет, чтобы именно Алан занес пиццу на станцию. Войдя внутрь, он обнаруживает в одной из упаковок тазер. Между заложниками возникает потасовка, в ходе которой в здание врывается полиция. Пэту, Алану и их другу джорди Майклу (Саймон Гринолл) удаётся сбежать в туристическом автобусе радиостанции.
В автобусе Алан и Пэт продолжают совместно вести передачу, и, похоже, снова доверяют друг другу. Но вдруг Пэт замечает фотографию, на которой изображен кабинет, где собирается совет директоров новых владельцев компании. На фотографии также видна доска, на которой осталась надпись «ПРОСТО УВОЛЬТЕ ПЭТА». Сравнив почерк на доске и почерк Алана, Пэт понимает, что потерял работу именно из-за него. Алан прячется от Пэта в туалете автобуса, пролезает в бак для отходов через унитаз и покидает автобус вместе с баком.
Алан направляется к Кромерскому пирсу (в 40 км от Норвича) и встречается лицом к лицу с Пэтом. На пирс сразу же прибывает полиция. Алан отвлекает Пэта, направляясь к краю пирса. Пэт объясняет Алану, что находится в глубокой депрессии, поскольку у него умерла жена. Пэт держит Алана на мушке, но вдруг резко переводит дуло с Алана на себя и пытается застрелиться из дробовика, но он не в состоянии дотянуться до спускового крючка. Алан предлагает в этом свою помощь, тогда Пэт передаёт ему дробовик. Получив дробовик, Алан отбрасывает его, но по приземлении тот выстреливает ему в ногу. В ту же секунду Алана в плечо подстреливает полицейский снайпер. К Алану подбегает Линн. Она уверена, что Алан мёртв, однако подоспевший врач скорой помощи говорит, что с ним всё будет в порядке.
В конце фильма происходит короткое перечисление последующих событий. Алан возвращается на работу на North Norfolk Digital вместе со своим напарником Саймоном, который перенёс лёгкую контузию. Каждую неделю на станцию из тюрьмы звонит Пэт. У Алана сложились отношения с А́нжелой, и в самом конце они вместе с двумя её детьми отправляются на отдых. Они едут на Range Rover с лодкой на прицепе, что говорит об исполнении всех мечт Алана (он мечтал иметь лодку и ездить на Range Rover). На лодке также видна надпись «Альфа Отец» (Alpha Papa).

## В ролях
| Актёр                | Роль                       |
| -------------------- | -------------------------- |
| Стив Куган           | Алан Партридж              |
| Фелисити Монтегю     | Линн Бенфилд               |
| Саймон Гринолл       | Джорди Майкл               |
| Колм Мини            | Пэт Фарелл                 |
| Шон Пертви           | полицейский Стив Стаббс    |
| Анна Максвелл Мартин | полицейский Джанет Уайтхед |
| Даррен Бойд          | Мартин Фитч                |
| Найджел Линдси       | Джейсон Крессвелл          |
| Саймон Делани        | Дон                        |
| Моника Долан         | А́нжела Эшборн              |
| Тим Ки               | Саймон Дентон              |
| Пол Блэквелл         | офицер полиции             |
| Фил Корнуэлл         | Дэйв Клифтон               |
| Даррен Динс          | голос радиостанции         |
| Элинор Мацуура       | телерепортёр               |

## Создание

### Производство
Алан Партридж, герой Стива Кугана, был придуман в 1991 году для радиопередачи On the Hour. Авторами персонажа стали Армандо Ианнуччи и Патрик Марбер, которым помогали Стюарт Ли и Ричард Херринг. Алан — эгоистичный теле- и радиоведущий. Он пародирует напрочь клишированные медиа-репортажи и объявления. У персонажа даже есть вымышленная биография — его карьера не раз описывалась в многочисленных британских телевизионных передачах и радиошоу с его участием. Была даже выпущена фальшивая автобиография — I, Partridge: We Need to Talk About Alan, изданная только в Великобритании.
Впервые слухи о фильме с участием Алана Партриджа появились в августе 2004 года, когда в британской газете The Metro была опубликована короткая заметка о грядущем фильме. В ней говорилось, что одна из американских студий дала зелёный свет разработке первого фильма об Алане Партридже. Стив Куган в одном из интервью высказал свою позицию по поводу фильма: «Я всегда планировал сделать Алана всемирно известным. Он ведь именно для этого и живёт, а не для того, чтобы вести шоу на Radio Norwich». В апреле 2005 года принадлежащая Кугану студия Baby Cow объявила о начале работы над фильмом. Позже выяснилось, что сюжет будет разворачиваться вокруг захвата заложников членами Аль-Каиды, но ввиду произошедших в Лондоне террористических актов данный вариант был отвергнут. Драматург Патрик Марбер, уже работавший с Куганом в The Day Today и Knowing Me, Knowing You… with Alan Partridge также объявил о своём участии в написании, а актриса Фелисити Монтегю, исполняющая роль Линн — личного помощника Алана, подтвердила все существующие слухи о фильме. Дополнительная информация о фильме была опубликована в ноябре 2007 года. Согласно сюжету, Алан Партридж пытается устроиться на работу в BBC, но его планы срывает вооружённое нападение террористов со Среднего Востока. Они штурмуют офис BBC и берут персонал в заложники. По словам Кугана, он написал несколько диалогов к фильму, но на тот момент не был уверен в своём желании вернуться к роли Алана Партриджа.
В 2010 году Армандо Ианнуччи подтвердил, что фильм действительно находится в планах. Он также сообщил, что сюжет не будет основан на путешествии Алана в США: "Я и Стив договорились о сюжете фильма. И это не будет «Алан отправляется в Америку». Позже Алан Партридж переживает возвращение в медиа после долгого перерыва: сначала он участвует в веб-сериале Mid Morning Matters with Alan Partridge, а затем в двух специальных телепередачах на Sky Atlantic. В 2012 году Армандо Ианнуччи официально объявил о переходе пока неназванного фильма об Алане Партридже в стадию пре-продакшена. Съёмки были намечены на конец 2012 года, выход фильма в Великобритании — на 2013 год. Режиссёром был выбран Деклан Лоуни, известный по британскому ситкому Father Ted.  Фильм будет продуктом совместного производства Baby Cow Productions, BBC Films, фонда BFI и StudioCanal. Бюджет составит 4 млн фунтов стерлингов. В марте 2013 года вышел официальный тизер к фильму, после чего стало известно его название — Alan Partridge: Alpha Papa.

## Выход и реакция

### Выход
После анонса кампании «Anglia Square not Leicester Square» премьера состоялась 24 июля 2013 года на площади Anglia Square в Норвиче, городе, где происходят события фильма. Премьеру в Норвиче посетил Стив Куган в образе Алана Партриджа. Поприветствовав фанатов, он сел в подготовленный вертолёт и отправился на Лестер-сквер в Лондоне, где традиционно проводятся все премьеры британских фильмов. В первые выходные фильм собрал 2,18 млн фунтов стерлингов, превысив результаты предыдущих лидеров проката — фильмов Перси Джексон и Море Чудовищ и Одноклассники 2.  На 22 сентября 2013 года фильм собрал 6,12 млн фунтов стерлингов в прокате Великобритании.

#### Российский прокат
В России фильм не вышел в широкий прокат, что связано в первую очередь с тем, что русские зрители незнакомы с персонажем Алана Партриджа. Тем не менее, показы фильма на широком экране всё же состоялись. Фестиваль «Новое британское кино», проводимый консульством Великобритании, организовал показ фильма наряду с другими британскими кинолентами в Москве, Екатеринбурге, Новосибирске и Санкт-Петербурге в октябре-ноябре 2013 года. На фестивале фильм показывался в оригинале с русскими субтитрами под названием Алан Партридж: Альфа Отец. Среди альтернативных переводов существует любительский двухголосый перевод.

### Реакция
Фильм был хорошо воспринят критиками и на 10 января 2014 года имеет 84 % положительных отзывов на сайте Rotten Tomatoes (на основе 44 отзывов). Metacritic оценивает фильм на 65 % на основе 11 отзывов.
Джеймс Моттрам, обозревавший фильм для журнала Total Film, дал оценку в четыре звезды из пяти. По его словам, фильм «отлично выполнен, бесконечно богат на цитаты и быстр, как пулемётная очередь. Один из самых смешных фильмов 2013 года». Дэн Джолин из Empire также оценил киноленту на четыре звезды из пяти, отмечая, что он «демонстрирует первоклассное мастерство, изображая физическую комедийность характера Алана… Смеялся как проклятый. То, что нужно любой комедии, выходящей на большом экране».
Крис Тилли обозревал фильм для IGN. Он оценил фильм на 8,5 баллов по десятибалльной шкале. Он написал следующее: «Не так-то просто взять полюбившегося и успешно перенести его на большой экран… Но Стиву Кугану и его коллегам с их первым фильмом об Алане Партридже это удалось: это восхитительно смешная комедия, которая походит на голливудский блокбастер… но в то же самое время остаётся верна корням героя». Робби Коллин из The Daily Telegraph оставил смешанный отзыв о фильме. Он оценил картину на три звезды из пяти, завершив отзыв словами «Альфа Отец позволяет Алану Партриджу мечтать о большем — или о многом, без разницы — в первый раз за 21-летнюю историю персонажа. Но с каких пор мы хотим видеть его в своих мечтах?».

## Книга
Сценарий фильма был опубликован в качестве книги под названием Alan Partridge: Alpha Papa — Script and Scrapped. Книга содержит собственно сценарий, указания для постановки, не воплощённые на съёмочной площадке, вступительное слово от Стива Кугана и комментарии сценаристов киноленты. Книга была издана 21 ноября 2013 года издательством HarperCollins на территории Великобритании.